# Otmuchów (gromada)
Otmuchów (pocz. Otmuchów Wieś) – dawna gromada, czyli najmniejsza jednostka podziału terytorialnego Polskiej Rzeczypospolitej Ludowej w latach 1954–1972.
Gromady, z gromadzkimi radami narodowymi (GRN) jako organami władzy najniższego stopnia na wsi, funkcjonowały od reformy reorganizującej administrację wiejską przeprowadzonej jesienią 1954 do momentu ich zniesienia z dniem 1 stycznia 1973, tym samym wypierając organizację gminną w latach 1954–1972.
Gromadę Otmuchów Wieś z siedzibą GRN w mieście Otmuchowie (nie wchodzącym w skład gromady) utworzono 31 grudnia 1959 w powiecie grodkowskim w woj. opolskim z obszarów zniesionych gromad Grądy i Wójcice w tymże powiecie. Dla gromady ustalono 24 członków gromadzkiej rady narodowej.
31 grudnia 1961 do gromady Otmuchów włączono wieś Sarnowice ze zniesionej gromady Ligota Wielka w tymże powiecie. 
Gromada przetrwała do końca 1972 roku, czyli do kolejnej reformy gminnej.  1 stycznia 1973 w powiecie grodkowskim reaktywowano zniesioną w 1954 roku gminę Otmuchów (od 1999 gmina należy do powiatu nyskiego).